# کنت مهلمن
کنت مهلمن (انگلیسی: Ken Mehlman؛ زادهٔ ۲۱ اوت ۱۹۶۶) سیاست‌مدار و وکیل اهل ایالات متحده آمریکا است.